# Agathosma joubertiana
Agathosma joubertiana är en vinruteväxtart som beskrevs av Diederich Franz Leonhard von Schlechtendal. Agathosma joubertiana ingår i släktet Agathosma och familjen vinruteväxter. Inga underarter finns listade i Catalogue of Life.